# ذخیره‌گاه طبیعی باسگی
ذخیره‌گاه طبیعی باسگی (انگلیسی: Basegi Nature Reserve) یک پارک و ذخیره‌گاه طبیعی در سرزمین پرم کشور روسیه است.